# 舍讷谢
舍讷谢（法語：Cheneché，法語發音：[ʃənʃe]）是法国新阿基坦大区维埃纳省的一个旧市镇，属于普瓦捷区。该旧市镇2009年时的人口为383人。
舍讷谢已于2017年1月1日起和相邻的另外3个市镇合并为新市镇圣马丹拉帕吕（Saint Martin la Pallu）。

## 人口
舍讷谢人口变化图示
| 数据来源：INSEE |